# اسکادران ۲۵۳ اسرائیل

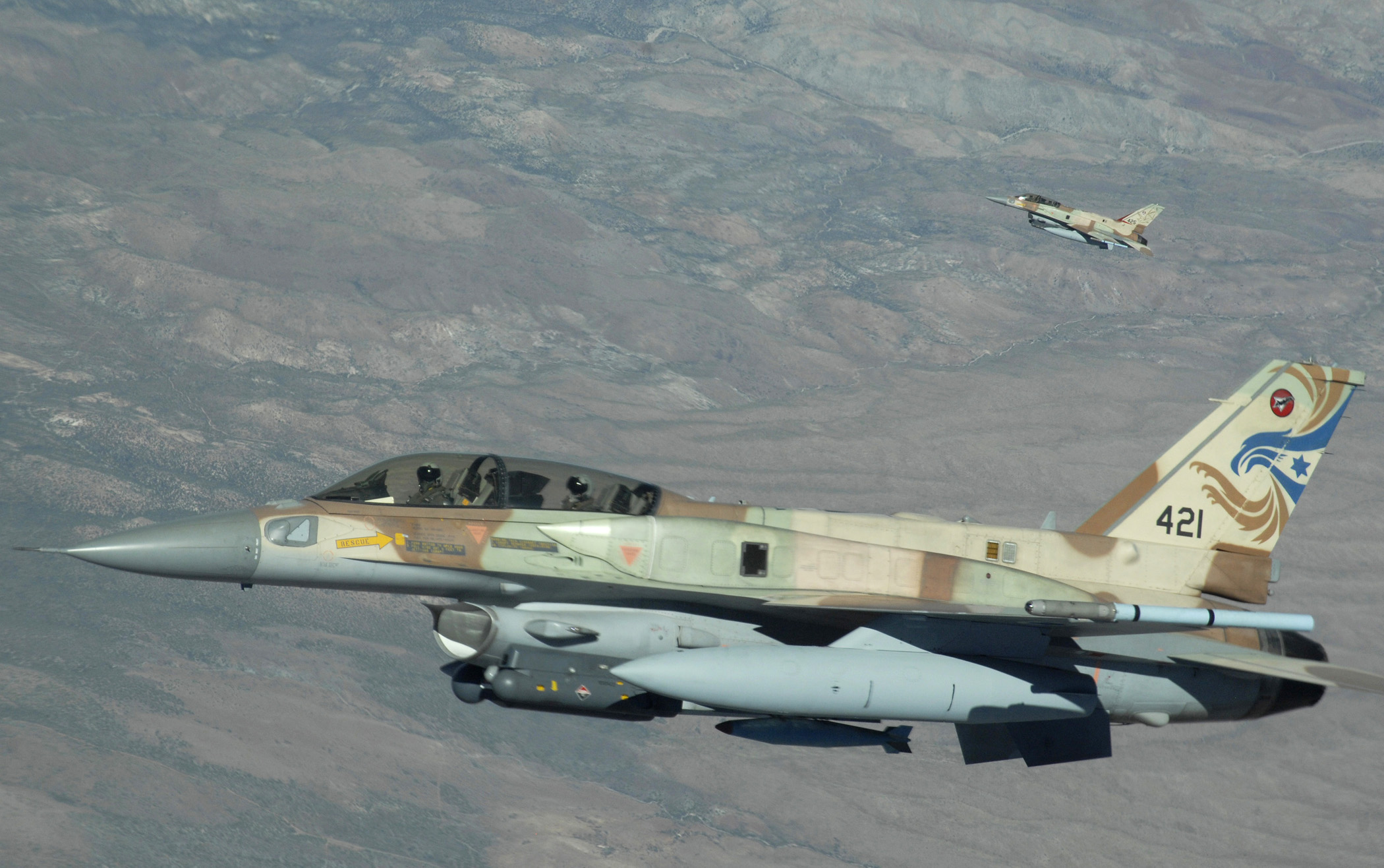
یک فروند اف-۱۶آی از اسکادران ۲۵۳ در حال تمرین هوایی در سال ۲۰۰۹

اسکادران ۲۵۳ اسرائیل (انگلیسی: 253 Squadron) گردان هوایی نیروی هوایی اسرائیل است، که با نام اسکادران نیگف نیز شناخته می‌شود و یک اسکادران از جنگنده‌های اف-۱۶ مستقر در پایگاه هوایی رامون را فرماندهی و کنترل می‌کند.
این یگان در ۲۷ ژوئیه ۱۹۷۶ در پایگاه هوایی هاتزور تأسیس شد و فعالیت خود را با چندین فروند جنگنده آی‌ای‌آی نشر آغاز کرد.
در ۴ ژوئن ۱۹۷۸، به خلبانان اسکادران ۲۵۳ دستور داده شد تا با هواپیماهای داسو میراژ ۳ آموزش مجدد ببینند. پس از امضای پیمان صلح اسرائیل و مصر، نیروهای اسرائیلی عقب‌نشینی کردند و مجبور به ترک پایگاه‌های مستقر در منطقه شدند. میراژهای این اسکادران به یک اسکادران ذخیره منتقل شدند و اسکادران ۲۵۳ در انتظار تبدیل به جنگنده‌های اف-۱۶ بود که بعداً بر پایه همان برنامه، به سومین اسکادران از جنگنده‌های اف-۱۶ ارتش اسرائیل تبدیل شد.
در اکتبر ۱۹۸۱، این اسکادران به پایگاه هوایی رمات دیوید اعزام شد و سپس در اوایل سال ۱۹۸۲ به پایگاه هوایی رامون منتقل گردید. هواپیماهای این اسکادران از سال ۱۹۹۴ به بمب‌های هدایت‌شونده جی بی یو مجهز شدند. این بمب‌ها در ۳ اوت ۱۹۹۵ در جریان عملیات عقاب آهنین مورد استفاده عملیاتی قرار گرفتند و دو فروند از این بمب‌های هدایت‌شونده به یک برج دیده‌بانی که توسط شورشیان اداره می‌شد، اصابت کردند.
اسکادران ۲۵۳ در جنگ دوم لبنان شرکت داشت. در مارس ۲۰۱۸، دولت اسرائیل تأیید کرد که اسکادران ۲۵۳ به همراه اسکادران ۶۹ و اسکادران ۱۱۹ در عملیات باغ میوه در ۶ سپتامبر ۲۰۰۷ شرکت کرده و با موفقیت آن را به پایان رساندند و تأسیسات هسته‌ای سوریه را که با کمک کره شمالی ساخته شده بود، نابود کردند.